# Immortalité biologique
 (février 2016).
Si vous disposez d'ouvrages ou d'articles de référence ou si vous connaissez des sites web de qualité traitant du thème abordé ici, merci de compléter l'article en donnant les références utiles à sa vérifiabilité et en les liant à la section « Notes et références ».
L’immortalité biologique est la capacité d'un organisme de conserver un taux de mortalité stable ou décroissant malgré sa senescence. De nombreuses espèces unicellulaires et multicellulaires obtiennent cette caractéristique au cours de leur existence. Un organisme biologiquement immortel reste sensible aux agents pathogènes, blessures ou autre qui sont susceptibles de le tuer. La méduse Turritopsis nutricula notamment, possède cette capacité.
La définition d'immortalité biologique a été discutée à plusieurs reprises. On peut notamment considérer qu'elle est négligeable lorsque le taux de mortalité augmente très faiblement avec l'âge, comme c'est le cas chez certaines espèces d'insectes[pas clair].
Ce terme est également utilisé à propos des organismes qui ne sont pas soumis à la limite de Hayflick, c'est-à-dire que le nombre de leurs divisions cellulaires n'est pas limité.

## Culture de cellules
Les biologistes appellent "immortels" les organismes non soumis à la limite de Hayflick, le seuil à partir duquel les cellules ne peuvent plus se diviser à cause de l'ADN corrompu par le raccourcissement des télomères[réf. nécessaire]. Avant cette théorie de Leonard Hayflick, Alexis Carrell considéra que toutes les cellules somatiques étaient immortelles.
Le terme "immortalisation" fut d'abord attribué aux cellules cancéreuses capables d'utiliser la télomérase, une enzyme qui entretient ou même augmente la longueur des télomères, évitant ainsi l'apoptose, la mort de la cellule causée par des mécanismes internes. Parmi elles, les plus connues sont HeLa et Jurkat, des lignées de cellules immortelles cancéreuses.
Les cultures de cellules cancéreuses peuvent être créées par induction d'oncogènes ou perte de gènes suppresseurs de tumeurs. Une façon de provoquer l'immortalité est l'induction de l'antigène T de façon virale, notamment par le virus SV-40.